# エチレンシアノヒドリン
エチレンシアノヒドリン（IUPAC名は3-Hydroxypropannitrile、しばしば β-シアノエタノール とも呼ばれる）は、脂肪族ニトリルとアルコール類に属する化合物である。この化合物は、アクリル酸およびアクリロニトリルの製造において重要な中間体であった。

## 製造
エチレンシアノヒドリンの大量生産は、エチレンオキシドとシアン化水素を100 - 110 °Cの温度および11 - 25バールの圧力で水酸化ナトリウムを触媒として液相中反応で行われる。
反応はコイル状のチューブで作られた反応器カラムで行われ、水酸化ナトリウム溶液を加えることによってpHが制御される。この過程により、90 - 98%の収率を達成することができる。 生成物は、下流のカラムでの多段蒸留によって精製および後処理される。

## 性質

### 物理的性質
エチレンシアノヒドリンの相対気体密度は2.45（同じ温度、圧力の乾燥空気に対する）であり、密度は1.06 g cm−3である。蒸気圧は、20 °Cで0.10 hPa、30°Cで0.20 hPa、50°Cで0.80 hPaである。 動粘度は20 °Cで10 mPa・s未満である。

### 化学的性質
エチレンシアノヒドリンは可燃性である。水に非常に溶けやすく、エタノール、アセトン、メチルエチルケトンなどの有機溶媒にも溶ける。蒸発させるのは非常に難しい。228 °Cを超える温度では、分解し、毒性の高いシアン化水素を気体として放出する。水酸化アルカリ、酸化剤、酸、水と接触すると、危険な反応が起こる可能性があり、通常はシアン化水素を放出する。純物質としてのエチレンシアノヒドリンの水溶液は、20 °Cの温度で3.0から4.5の間のpH（弱酸性）を示す。

## 使用
過去には、エチレンシアノヒドリンはアクリロニトリルとアクリル酸の製造において重要な中間体であった。ただし、このプロセスは現在主流のアンモ酸化 (Sohio process) に置き換えられた。このプロセスでは、より安価な出発物質プロペンが反応ベースとして使用され、これがアンモ酸化でアクリロニトリルを、部分酸化でアクリル酸を形成する。現在、エチレンシアノヒドリンは主にセルロースエステルや多くの無機塩の溶媒として使用されている。製薬および化粧品工業分野では予備製品と見なされている。 

## 安全性
エチレンシアノヒドリンは、主として呼吸器と皮膚から吸収される。これは、粘膜と皮膚に急性の刺激作用をもたらす。生殖毒性、変異原性および発がん性に関する情報は不十分である。エチレンシアノヒドリンの爆発下限界（LEL）は1.1 vol%、爆発上限界（UEL）は12.1 vol%である。引火点は128 °Cで、難燃性と見なされる。